# Улица Независимости (Мелитополь)
Улица Независимости (укр. Вулиця Незалежностi) — улица в Мелитополе. Проходит вдоль западной черты города. Начинается от проезда с улицы Чкалова, заканчивается перекрёстком с улицей Суворова.
Состоит из частного сектора. Покрытие грунтовое.

## Расположение
Улица начинается от грунтовой дороги, ведущей от мелитопольской улицы Чкалова в село Семёновка и идёт на запад, вдоль северной границы города. Двумя междворовыми проездами сообщается с соседней улицей Свободы, пересекает Козацкую улицу и оканчивается перекрёстком с улицей Суворова. Сразу за рядом домов на северной стороне улицы начинаются поля Семёновского сельсовета.

## История
В 1992 году на заседании исполкома было принято решение о наименовании нескольких новых улиц на западной окраине города. Поскольку заседание состоялось вскоре после провозглашения независимости Украины, две улицы получили исторические названия: Свободы и Независимости.
Территория, по которой проходит улица, входит в состав Мелитопольского района. Это причиняло много неудобств жителям, в частности, ни город, ни район не ремонтировали дорогу. Только в 2013 году после многочисленных собраний и заявлений жителей, дорога и обочина были переданы на баланс Семёновского сельсовета.

## Галерея
|                            |                                 |              |               |
| табличка с названием улицы | начало от проезда с ул. Чкалова |              |               |
|                            |                                 |              |               |
| частный дом                |                                 | вид за город | местная фауна |